# Friedrich Justus Riedel

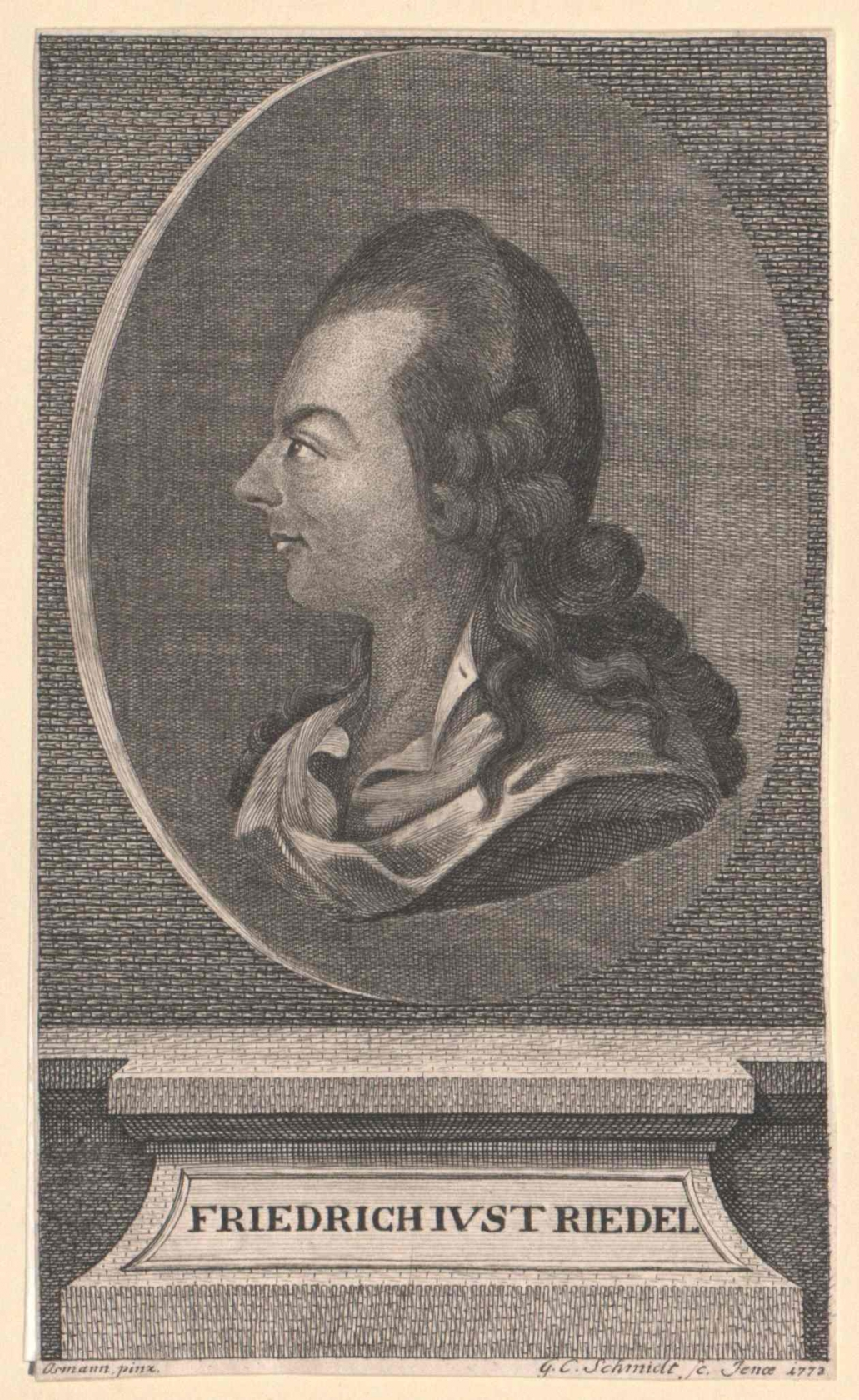
Friedrich Justus Riedel

Friedrich Justus Riedel (* 10. Juli 1742 in Vieselbach; † 28. Februar 1785 in Wien) war ein deutscher Schriftsteller und Hochschullehrer für ästhetische Wissenschaften.

## Leben
Friedrich Justus Riedel wurde als Sohn eines Pastors geboren. Nach dem Ende seiner Schulzeit auf dem Gymnasium in Weimar studierte er Rechtswissenschaften und Philosophie in Jena, Leipzig und Halle. In Halle lernte er den Philologen Christian Adolph Klotz kennen, der den begabten Riedel förderte. Riedel gab seine juristische Laufbahn auf und beschäftigte sich nur noch mit Schreiben und Kunstwissenschaften. Schreiben betrieb er sein Leben lang intensiv und kräftezehrend.
Nach einer Lehrtätigkeit in Jena erhielt er 1768 einen Lehrstuhl für Ästhetische Wissenschaften an der Universität Erfurt. Er war in Erfurt maßgeblich an der Reformierung der Universität beteiligt und lernte den Literaten Christoph Martin Wieland, den Philosophen Johann Christian Lossius und den Theologen Carl Friedrich Bahrdt kennen. Katholische Kleriker, die in Erfurt lehrten, verhinderten die Ausführung einige seiner Ideen für eine Reform der Universität Erfurt. Er veröffentlichte außerdem Verse und Prosa und war journalistisch tätig. Er vernachlässigte seine Amtspflichten und führte das Leben eines ewigen Studenten. Viele seiner Kollegen und Vorgesetzten missbilligten seinen freundschaftlichen Umgang mit seinen Studenten. 1771 wurde er ohne Angabe von Gründen entlassen.
Durch eine Verbindung, die Klotz mit dem im österreichischen Staatsdienst beschäftigten Tobias Gebler hatte, erhielt Riedel einen Ruf nach Wien. Riedel versprach sich von diesem Ruf mehr wissenschaftliche und schriftstellerische Freiheiten und eine Karriere in hohen Staatsämtern. 1772 nahm er in Wien seine Tätigkeit an der Kunstakademie auf. Er erhielt den Status eines kaiserlichen Rates, bezog ein hohes Gehalt und erhielt das Recht auf freie Religionsausübung. Es gelang ihm aber nicht, in Wien heimisch zu werden. Riedel wurde bereits nach kurzer Zeit wegen seines Verhaltens in den Wiener Salons ausgegrenzt. Sein burschikoses Auftreten, seine Freimütigkeit eigene Gedanken unverblümt auszusprechen, dass er rauchte, dass er gegenüber Frauen nicht die übliche Galanterie zeigte, stieß auf Ablehnung. Seine Kollegen irritierte außerdem sein partnerschaftlicher Verkehr mit seinen Studenten. Schließlich hielt ein ihm schon in Erfurt widerstreitender Kleriker es für seine Pflicht, Maria Theresia davon in Kenntnis zu setzen, dass ein Atheist mit fragwürdigem Lebenswandel in ihren Diensten stehe. Maria Theresia stellt Riedel vor die Wahl zum Katholizismus überzutreten oder den Dienst zu quittieren. Er entschied sich für die Entlassung.
Riedel musste von einem Tag auf den anderen ohne Einkommen leben. Jede Aussicht auf Erfüllung seiner beruflichen Wünsche zerbrach. Christoph Willibald Gluck und nach dem Tod von Maria Theresia der Staatskanzler Wenzel Anton Graf Kaunitz unterstützten ihn finanziell und boten ihm kleine Verdienstmöglichkeiten. Gluck stellte ihm im Sommer sein Gartenhaus als Wohnung zur Verfügung. Als Riedel schließlich eine kleine Pension zugesprochen wurde, war er bereits körperlich und geistig erschöpft. Schon früher aufgetretene hypochondrische Neigungen verstärkten sich und er wurde wegen schwerer psychotischer Zustände stationär aufgenommen. Riedel starb mit 43 Jahren an „Auszehrung“ im Alservorstadtkrankenhaus in Wien.

## Themen seiner Schriften
Riedel war ein Mitglied der Gelehrtenrepublik. Fundierte Kenntnisse, eine akademische Ausbildung, schriftstellerische Fähigkeiten, eigenständiges Denken und Publizieren von Büchern und Artikeln in Journalen kennzeichneten ihre Mitglieder. Riedel zeigte vor allem ein satirisches Talent. Er verfasste Artikel und längere Satiren über die „kleinen Geister“ in hohen Ämtern seiner Zeit und seiner unmittelbaren Umgebung. Leider, so meinte er, sei es das Schicksal eines Literaten, dass man ihn für das tadle, was er doch bloß beschreibe. Auch Sitten und Bräuche schilderte er mit einem Humor, der dem Jonathan Swifts ebenbürtig war. In den Übersetzungen aus der Sprache der Tiere unterhielten sich eine Kirchen- und Fledermaus über Begräbnisriten der Menschen. „Zuerst must du merken“, beginnt die Kirchenmaus, „daß es einmal unter den Menschen eingeführet ist, zu weinen, wenn jemand stirbt. Die Fledermaus: ‚Können denn die Menschen weinen, wenn sie wollen?‘ Die Maus: ‚Ich glaube doch; denn die Betrübnis kann unmöglich allemal Ursach an ihren Thränen seyn. Das ist aber artig, daß sie auch weinen müssen, daß es die Leute sehen, und eben deßwegen stellen sie diese Feierlichkeiten bei ihren Leichen an, damit sie nur recht öffentlich weinen können.‘“
Auch sich selber beschrieb er in satirischer Weise. In seiner Vorrede zu den Satyren meinte er: Eine Vorrede sei nichts anderes als eine Satire, die der Autor unbewusst und ungewollt über sich selbst schreibe. Wenn es nach ihm gegangen sei, hätte er die folgenden Schriften nie veröffentlicht. Denn er habe sie eigentlich nur für sich selbst geschrieben. „Sie hatten aber das Glück, oder das Unglück, einem meiner Freunde, der sie von ohngefähr sahe, zu gefallen. Ich war genöthiget, sie ihm zu leihen, er schrieb sie ab, und nach einiger Zeit erfuhr ich, dass sie in Holland, oder in der Schweiz, ich weiß nicht eigentlich, wo, sollten gedrucket werden. Dies nöthigte mich, selbst auf die Ausgabe derselben zu denken, wozu mich viele große Gönner, der gnädige Junker, der Herr Pfarrer, der Gerichtshalter und der Schulmeister ermunterten. Ich versichere meine Leser, dass dies alles erlogen ist.“
In seiner Philosophischen Bibliothek rezensierte er neue Veröffentlichungen über Metaphysik, Logik und Mathematik. Thematisierte neurophysiologische Kenntnisse im Zusammenhang mit Vernunft, Empfinden, Verstand und Bewusstsein. Zur Zeit der Veröffentlichung seiner Philosophischen Bibliothek herrschte in Erfurt Brotmangel und Hunger. Er nahm Stellung zu politischen und wirtschaftlichen Themen. Er berichtete über neue Ideen und Veröffentlichungen zu Erziehungsfragen und zur Naturlehre. Er informierte über neue Kenntnisse in Tieranatomie und diskutierte die Frage nach der Wahrheit in der christlichen Religion. All diese Themen betrachtete er als zur Philosophie gehörig. Riedel empfahl allen Veröffentlichungen gegenüber, sich „in das Lehrgebäude unseres Autors“ hineinzuversetzen, darüber nachzudenken und „dann dasjenige erinnern, was uns der gesunde Menschenverstand eingiebt, nicht was wir aus Wolffs, Darjes, Baumgartens, Crusius’ Lesebüchern gelernt haben.“
Für Philologen war interessant, was er über den Gebrauch von Wörtern schrieb. „Ich glaube also: der Mensch ist nichts anderes, als ein Thier, welches eine wesentliche Grundkraft hat, zweckmäßige Wortspiele zu machen. Ein Wortspiel aber ist eine rednerische Figur, durch welche ich etwas zu sagen scheine, was ich nicht denke. Ich nehme dieses Wort in der allerweitläufigsten Bedeutung, damit ich nur recht viel davon sagen kann. …Bei einigen denkt man noch etwas, nur aber nicht das, was man gewöhnlicher Weise bei den Tönen denken sollte, bei andern aber denkt man gar nichts und diese sind die häufigsten.“ Indem er dieser Metaphorik folgte, wurde Höflichkeit zur Verbeugung vor Narren, gelehrter Geschmack ein unbekannter Gott, dem jeder dient, denken ein demütigendes Wort, wenn man sagt: ‚Das hätte ich nicht gedacht.‘ und das philosophische quod errat demonstrandum ein Kompliment an die gesunde Vernunft, um ihr damit Abbitte zu tun, für all das, was man ihr zugefügt hat.
Zeitgenossen sahen in ihm einen gelehrten Opportunisten, der jeder modischen wissenschaftlichen Strömung nachjage. Herder bezeichnete Riedels Theorie der schönen Künste und Wissenschaften als krauses Riedellabyrinth. Riedel vertrat eine sensualistische Auffassung des Ästhetischen. Schön sei das, woran Menschen Gefallen haben und nicht das, was Autoritäten als das klassisch Schöne bezeichneten. Sein Einfluss auf die Prosa und Poesie seiner Zeit wird von gegenwärtigen Forschern positiv bewertet.

## Werke
- Der Trappenschüzze. Ein komisches Heldengedicht in drey Gesängen. 1765.
- Dissertatio de philosophia populari. Jena 1766.
- Metaphysicae Darjesjanae tenuia rudimenta per tabulas exposita. Jena 1766.
- Theorie der schönen Künste und Wissenschaften. Ein Auszug aus den Werken verschiedener Schriftsteller. Jena 1767.Google-Buch
- Die Bibliothek der elenden Skribenten. Frankfurt/Leipzig 1768. Zusammen mit C.H.Wilcke. Google-Buch.
- Ueber das Publicum. Briefe an einige Glieder desselben. Jena 1768. Google-Buch
- Denkmahl des Herrn Johann Nicolaus Meinhard an den Herrn Geheimenrath Klotz. Jena 1768. Google-Buch.
- Sieben Satyren nebst 3 Anhängen, gesammlet von N. N. 1768. Google-Buch.
- Philosophische Bibliothek. Halle 1769. Google-Buch. (Inhaltserschließung)
- H. P. Riepels Verdienste um die Klotzische gelehrte Welt. 1769.
- Orestrio von den drey Künsten der Zeichnung. 1774.
- Der Einsiedler. Eine Wochenschrift. Wien 1774. Google-Buch.
- Ueber die musik des ritters Christoph von Gluck verschiedene schriften. Trattnern 1775. Mitautoren: François Arnaud, Moline (Pierre Louis, M.) Google-Buch.
- Der Ernsthafte oder Denk- und Merkwürdigkeit für große Leute. Wien 1783. Google-Buch.

Posthum erschienen:
- Sämtliche Schriften in 5 Bänden. Wien (Kurzbeck) 1787. Google-Buch.
- Die Aufklärung nach der Mode, oder Eine komisch tragische Geschichte, wie sie die Welt aufstellet zur Beherzigung meiner Brüder. J. S. F. Riedel 1790.